# Westchester Open
Het Westchester Open is een jaarlijks golftoernooi in de Verenigde Staten en maakte deel uit van de Amerikaanse PGA Tour, in de jaren 1920 en 1930. Het toernooi vindt telkens plaats op verschillende golfbanen in de staten New York en Connecticut en wordt georganiseerd door de "Westchester Golf Association".

## Winnaars
| - 1920: Tom Kerrigan - 1921: Jack Dowling - 1922: Willie Macfarlane - 1923: George McLean - 1924: Willie Macfarlane - 1925: Mike Brady - 1926: Johnny Farrell - 1927: Bobby Cruickshank - 1928: Bill Mehlhorn - 1929: Bobby Cruickshank - 1930: Willie Macfarlane - 1931: Paul Runyan - 1932: Tony Manero - 1933: Mike Turnesa - 1934: Paul Runyan - 1935: Paul Runyan - 1936: Paul Runyan - 1937: Frank Moore - 1938: Frank Moore - 1939: Paul Runyan - 1940: Ben Hogan - 1941: Mike Turnesa - 1942: Paul Runyan - 1943: Geen toernooi (WO II) - 1944: Geen toernooi (WO II) - 1945: Geen toernooi (WO II) - 1946: Claude Harmon - 1947: Claude Harmon - 1948: Tony Manero - 1949: Jack Patroni | - 1950: Claude Harmon - 1951: Claude Harmon - 1952: Fred Annon - 1953: Claude Harmon - 1954: Herman Barron - 1955: Mickey Homa - 1956: Mickey Homa - 1957: Mickey Homa - 1958: Fred Annon - 1959: Robert Watson - 1960: Claude Harmon - 1961: Doug Ford - 1962: Gil Cavanaugh & Roger Ginsberg (a) - 1963: Doug Ford - 1964: Terry Wilcox - 1965: Terry Wilcox - 1966: Frank Wharton - 1967: Roy Pace - 1968: Denny Lyons (a) - 1969: Mike Krak - 1970: John Buczek - 1971: David Ragaini (a) - 1972: Don Massengale - 1973: John Gentile - 1974: Kelley Moser - 1975: John Gentile - 1976: John Ruby - 1977: Tom Joyce - 1978: John Gentile - 1979: John Gentile | - 1980: Gene Borek - 1981: Bobby Heins - 1982: Bobby Heins - 1983: Bobby Heins - 1984: Bruce Douglass - 1985: Evan Schiller - 1986: Bill Britton - 1987: Mike White - 1988: Bobby Heins - 1989: Ron McDougal - 1990: Bobby Heins - 1991: Rick Vershure - 1992: Bobby Heins - 1993: Rick Vershure - 1994: Delroy Cambridge - 1995: Bruce Zabriski - 1996: Ron McDougal - 1997: Bruce Zabriski - 1998: Bruce Zabriski - 1999: Bill Van Orman - 2000: Carl Alexander - 2001: Dave Fusco - 2002: Tom Sutter - 2003: Dave Fusco - 2004: Frank Bensel - 2005: John Nieporte - 2006: Ron Philo - 2007: Tony Demaria - 2008: John Stoltz - 2009: Craig Thomas | - 2010: Daniel Balin - 2011: Greg Bisconti - 2012: Mike Ballo - 2013: Colin McDade (a) |